# Montevideo Rowing Club
El Montevideo Rowing Club es una institución deportiva de Montevideo (Uruguay), decana del remo en este país. Además del remo se destaca en otras actividades como balonmano, judo, voleibol, tenis, karate o futsal. Representantes de esta institución obtuvieron medallas de bronce y plata en los Juegos Olímpicos de 1932, 1948 y 1952.

## Historia[1]
Sus comienzos fueron en 1874, creándose el primer club deportivo de Uruguay. La primera asamblea tuvo lugar en el Hotel Central el día 8 de mayo, donde se quedó constituido el club. El 27 de ese mismo mes se celebró la asamblea general presidida por José Ellauri, entonces presidente de la República. El cometido de la institución era el de dotar a la ciudad de Montevideo de un club de remo que difundiese este deporte, así como otros como el fútbol, que era absolutamente desconocido en el país.

## Los Olímpicos
Representantes de esta institución lograron para Uruguay medallas en Remo en tres Juegos Olímpicos.
| Juego Olímpico   | Competidor        | Disciplina    | Resultado         |
| ---------------- | ----------------- | ------------- | ----------------- |
| Los Ángeles 1932 | Guillermo Douglas | Single Sculls | Medalla de bronce |
| Londres 1948     | Eduardo Risso     | Single Sculls | Medalla de plata  |
| Helsinki 1952    | Miguel Seijas     | Doble Sculls  | Medalla de bronce |